# け

En la escritura japonesa, los caracteres silábicos (o, con más propiedad, moraicos) け (hiragana) y ケ (katakana) ocupan el noveno lugar en el sistema moderno de ordenación alfabética gojūon (五十音), entre く y こ; y el 31.º en el poema iroha, entre ま y ふ. En la tabla a la derecha, que sigue el orden gojūon (por columnas, y de derecha a izquierda), se encuentra en la segunda columna (か行, "columna KA") y la cuarta fila (え段, "fila E").
El carácter け proviene del kanji 計, mientras que ケ proviene de 介.
Pueden llevar el acento dakuten: げ, ゲ.
No se debe confundir ケ con el contador ヶ, ya que tienen funciones y pronunciaciones distintas.

## Romanización
Según los sistemas de romanización Hepburn, Kunrei-shiki y Nihon-shiki:
- け, ケ se romanizan como "ke".
- げ, ゲ se romanizan como "ge".

## Escritura
| Escritura de け | Escritura de ケ |

El carácter け se escribe con tres trazos:
1. Trazo vertical de arriba abajo y ligeramente curvo que termina torciéndose hacia arriba.
2. Trazo horizontal a la derecha del primero.
3. Trazo vertical que corta al segundo y acaba curvándose hacia la izquierda.

El carácter es similar a は, pero sin el bucle.
El carácter ケ se escribe con tres trazos:
1. Trazo diagonal corto hacia abajo a la izquierda.
2. Trazo horizontal que empieza en la parte media del primero.
3. Trazo curvo que empieza en la parte media del segundo, y que se dirige hacia abajo a la izquierda.

## Otras representaciones
- Sistema Braille:

| ●● ●－ －● |

- Alfabeto fonético: 「景色のケ」 ("el ke de keshiki", donde keshiki quiere decir paisaje o escena)
- Código Morse: －・－－

- Datos: Q40560
- Multimedia: け / Q40560